# Frydlant nad Ostrawicą
Frydlant nad Ostrawicą (czes. Frýdlant nad Ostravicí, niem. Friedland an der Ostrawitz) – miasto w Czechach, w kraju morawsko-śląskim, w powiecie Frydek-Mistek.
Na jego obszar składają się trzy gminy katastralne: Frýdlant (znajdujący się na morawskim brzegu Ostrawicy) oraz Nová Ves i Lubno (po stronie śląskiej).

## Demografia
| Rok             | 1970 | 1980 | 1991 | 2001 | 2003 |
| --------------- | ---- | ---- | ---- | ---- | ---- |
| Liczba ludności | 8013 | 9229 | 9718 | 9791 | 9824 |

Źródło: Czeski Urząd Statystyczny

## Historia
Miejscowość została założona przez kolonistów niemieckich ok. 1300 roku, a nazwa wsi wzięła się od jej lokatora – Heydricha de Vridelanth. Frydlant wraz z okolicznymi wsiami morawskimi (na lewym brzegu Ostrawicy, na której w 1261 uregulowano śląsko-morawską granicę) należał początkowo do państwa hukwaldzkiego. W 1646 założono tu hutę żelaza. Po najeździe kuruców Thökölyego w 1680 miejscowość przestała praktycznie istnieć. Dzięki działalności huty miejscowość odrodziła się i uzyskała prawa miasteczka w 1782. W 1870 we Frydlancie miały miejsce zamieszki wszczęte przez robotników. Po upadku Austro-Węgier w okresie międzywojennym duże poparcie miała tu Komunistyczna Partia Czechosłowacji. W 1948 Frydlant uzyskał prawa miejskie i przyłączono do niego śląską Nową Wieś. W następnych dekadach przyłączono również Malenowice, Lubno, Prżno, Metylovice, Pstruží, Janowice. Do dziś w granicach miasta pozostały Nowa Wieś i Lubno.